# Lijst van schaatsrecords sprintvierkamp mannen (junioren)
Dit is een overzicht van de ontwikkeling van de schaatsrecords op de sprintvierkamp mannen junioren.
De sprintvierkamp is een benaming voor een reeks van afstanden (tweemaal 500 en tweemaal 1000 meter) binnen een aantal dagen, meestal een weekend. De tijden op deze afstanden worden omgerekend naar 500 meter en de som van deze tijden is het puntentotaal. Tijdens de sprinttoernooien (bijvoorbeeld het WK sprint) wordt bij de mannen een sprintvierkamp verreden.

## Ontwikkeling wereldrecord sprintvierkamp
| Nr. | Naam                | Land        | Tijd    | Datum            | Baan           |
| --- | ------------------- | ----------- | ------- | ---------------- | -------------- |
| 1.  | Frode Rønning       | Noorwegen   | 161,135 | 23 januari 1977  | Trondheim      |
| 2.  | Jan Ykema           | Nederland   | 155,935 | 31 januari 1981  | Davos          |
| 3.  | Yukihiro Mitani     | Japan       | 154,745 | 11 maart 1984    | Inzell         |
| 4.  | Roman Popadchuk     | Sovjet-Unie | 152,695 | 13 december 1986 | Medeo          |
| 5.  | Vadim Shakshakbayev | Sovjet-Unie | 151,380 | 26 december 1990 | Medeo          |
| 6.  | Vadim Shakshakbayev | Sovjet-Unie | 149,560 | 6 februari 1991  | Medeo          |
| 7.  | Jeremy Wotherspoon  | Canada      | 148,350 | 18 maart 1995    | Calgary        |
| 8.  | Jeremy Wotherspoon  | Canada      | 147,300 | 23 december 1995 | Calgary        |
| 9.  | Jeremy Wotherspoon  | Canada      | 146,465 | 24 maart 1996    | Calgary        |
| 10. | Choi Jae-bong       | Zuid-Korea  | 143,965 | 21 februari 1999 | Calgary        |
| 11. | Masaaki Kobayashi   | Japan       | 143,015 | 19 maart 2000    | Calgary        |
| 12. | Tadashi Obara       | Japan       | 141,985 | 24 maart 2002    | Calgary        |
| 13. | Beorn Nijenhuis     | Nederland   | 140,315 | 12 januari 2003  | Salt Lake City |
| 14. | Beorn Nijenhuis     | Nederland   | 139,750 | 19 januari 2003  | Calgary        |